# Ian Clarke
Ian Clarke, MBChB BAO, M.Sc. es un médico, misionero, filántropo, emprendedor y político en Uganda. Desde mayo de 2011 es alcalde de la Makindye Division, una de las cinco unidades administrativas de la Autoridad de Kampala capital.

## Biografía
Clarke es aborigen del Condado de Armagh, Irlanda del Norte de Thomas y Jean Clarke. Estudió medicina en la Universidad Queen’s de Belfast, graduándose en 1976 con una licenciatura de Medicina e de Cirugía y otra en obstetricia, como es habitual en las facultades de medicina irlandesas. En 1987 obtuvo un Diploma en Medicina Tropical e Higiene por la Liverpool School of Tropical Medicine (acrónimo idioma inglés LSTM). En 1994 obtuvo el M.Sc. en salud pública, también por la LSTM.

## Se muda a Uganda
Clarke leyó sobre la epidemia de sida en Uganda, y decidió ir a ver por sí mismo. Fue a Kiwoko, pueblo en el actual distrito Nakaseke en el triángulo de Luweero. Arribó en 1987, a fines de la guerra civil ugandesa, consciente de su gravedad. Posteriormente regresó con su familia bajo los auspicios de la Church Mission Society para trabajar en Kiwoko. Más tarde, se trasladó a Kampala, creando su primera clínica (Centro Médico Internacional) dentro del edificio de la iglesia pentecostal Kampala (Iglesia de Watoto) en Buganda Road en Kampala central. Su visión siguió creciendo y posteriormente se abrió el Hospital Internacional de Kampala (IHK) de Antigua Kampala donde se llevó a cabo la primera cirugía a corazón abierto. IHK posteriormente creció y se trasladó a Namuwongo, otro suburbio de Kampala. La instalación cuentas con 110 camas: es el único hospital con certificación ISO en Uganda. El hospital cuenta con unas instalaciones de última generación, incluyendo especialidades como obstetricia y ginecología, pediatría y cirugía plástica.

## Otras responsabilidades
Clarke también escribe una columna semanal en New Vision, el mayor de Uganda, y ha escrito dos libros titulados The Man With The Key Has Gone y How Deep Is This Pothole. Tiene más proyectos en Juba en Sudán del Sur y en Zanzíbar, Tanzania donde su familia construyó, opera y es propietaria de un hotel boutique. Su esposa Roberta, vive con  él en Kampala. Su hijo mayor Sean supervisa las aproximadamente 12 clínicas que su padre posee en Uganda. Su hija Lauren es una enfermera y vive en Irlanda. Su hijo menor dirige el hotel familiar en Zanzíbar.
En noviembre de 2010, Clarke entró en la política de Uganda asegurando su nominación, como candidato independiente, para competir por la presidencia de la División Makindye, una de las cinco divisiones de la Autoridad de Kampala capital, el órgano de gobierno de la capital de Uganda de Kampala. Estaba motivado debido a las malas carreteras y malas condiciones de vida dentro de su comunidad. Sus tres pilares en la elección fueron: "buenas carreteras, buena salud y desarrollo económico". Consiguió la victoria y se convirtió en alcalde en mayo de 2011, por un término de 5 años.